# Andrzej Lewiński (prawnik)
Andrzej Lewiński (ur. 14 marca 1948 w Lubaniu) – polski prawnik i urzędnik państwowy, radca prawny, były wiceminister rynku wewnętrznego oraz zastępca generalnego inspektora ochrony danych osobowych.

## Życiorys
Ukończył studia na Uniwersytecie Mikołaja Kopernika w Toruniu oraz Wydziale Prawa i Administracji Uniwersytetu Gdańskiego, a następnie studia podyplomowe: z zakresu prawa spółek w Szkole Głównej Handlowej w Warszawie i z zakresu prawa europejskiego na Wydziale Prawa i Administracji Uniwersytetu Warszawskiego. Odbył aplikację sądową w Sądzie Wojewódzkim w Gdańsku i zdał egzamin sędziowski. Następnie zdał także egzamin radcowski i został wpisany na listę radców prawnych. Pracował na stanowiskach kierowniczych w Przedsiębiorstwie Spedycji Krajowej, a następnie jako radca prawny w Spółdzielni Kółek Rolniczych i Spółdzielni Rzemieślniczo-Remontowo-Budowlanej. Od 1995 prowadził w Warszawie kancelarię prawną.
W latach 1975–1990 należał do Stronnictwa Demokratycznego, był m.in. sekretarzem Miejskiego Komitetu w Gdańsku, członkiem Prezydium Centralnego Komitetu (1981–1989), a także wiceprzewodniczącym rady wojewódzkiej PRON i członkiem rady krajowej PRON. W 1991 przeszedł do Kongresu Liberalno-Demokratycznego. W wyborach samorządowych w 1998 bezskutecznie ubiegał się o mandat radnego warszawskiej dzielnicy Śródmieście z listy Unii Wolności. 
W 1990 został dyrektorem generalnym w Ministerstwie Rynku Wewnętrznego. Krótko pełnił urząd wiceministra w tym resorcie. W latach 1991–1993 zajmował stanowisko dyrektora generalnego w Ministerstwie Przemysłu i Handlu. Pełnił funkcję przewodniczącego Komitetu ds. Handlu oraz członka Prezydium Krajowej Izby Gospodarczej. W 1997 założył Polską Izbę Handlu, w której objął funkcję prezesa (w 2006 zrezygnował i został honorowym prezesem PIH). W 2002 został powołany na stanowisko dyrektora ds. nadzoru właścicielskiego i polityki kadrowej w spółce akcyjnej Ciech. Pracował tam do 2004.
Był ekspertem i członkiem Samoobrony RP, z listy której bez powodzenia kandydował w wyborach do Parlamentu Europejskiego w 2004 w okręgu podkarpackim. W maju 2006 był kandydatem Samoobrony RP na generalnego inspektora ochrony danych osobowych. We wrześniu tego samego roku objął urząd zastępcy GIODO. Z końcem 2016 przeszedł na emeryturę.
W 2016 odznaczony Złotym Medalem za Zasługi dla Policji.